# قطعنامه ۱۶۷۸ شورای امنیت
قطعنامه ۱۶۷۸ شورای امنیت سازمان ملل متحد که در تاریخ ۱۵ مه ۲۰۰۶ تصویب شد، سندی بین‌المللی دربارهٔ بررسی وضعیت میان اریتره و اتیوپی است. این قطعنامه طی نشست ۵۴۳۷ام با ۱۵ رای موافق، ۰ مخالف و ۰ ممتنع تصویب شد.